# San Juan Chamula
San Juan Chamula – miasto w meksykańskim stanie Chiapas, położone na wysokości 2 200 m n.p.m., w odległości około 10 km od San Cristóbal de las Casas. Miasteczko jest zamieszkane przez Indian z grupy etnicznej Tzotzil. 

## Historia

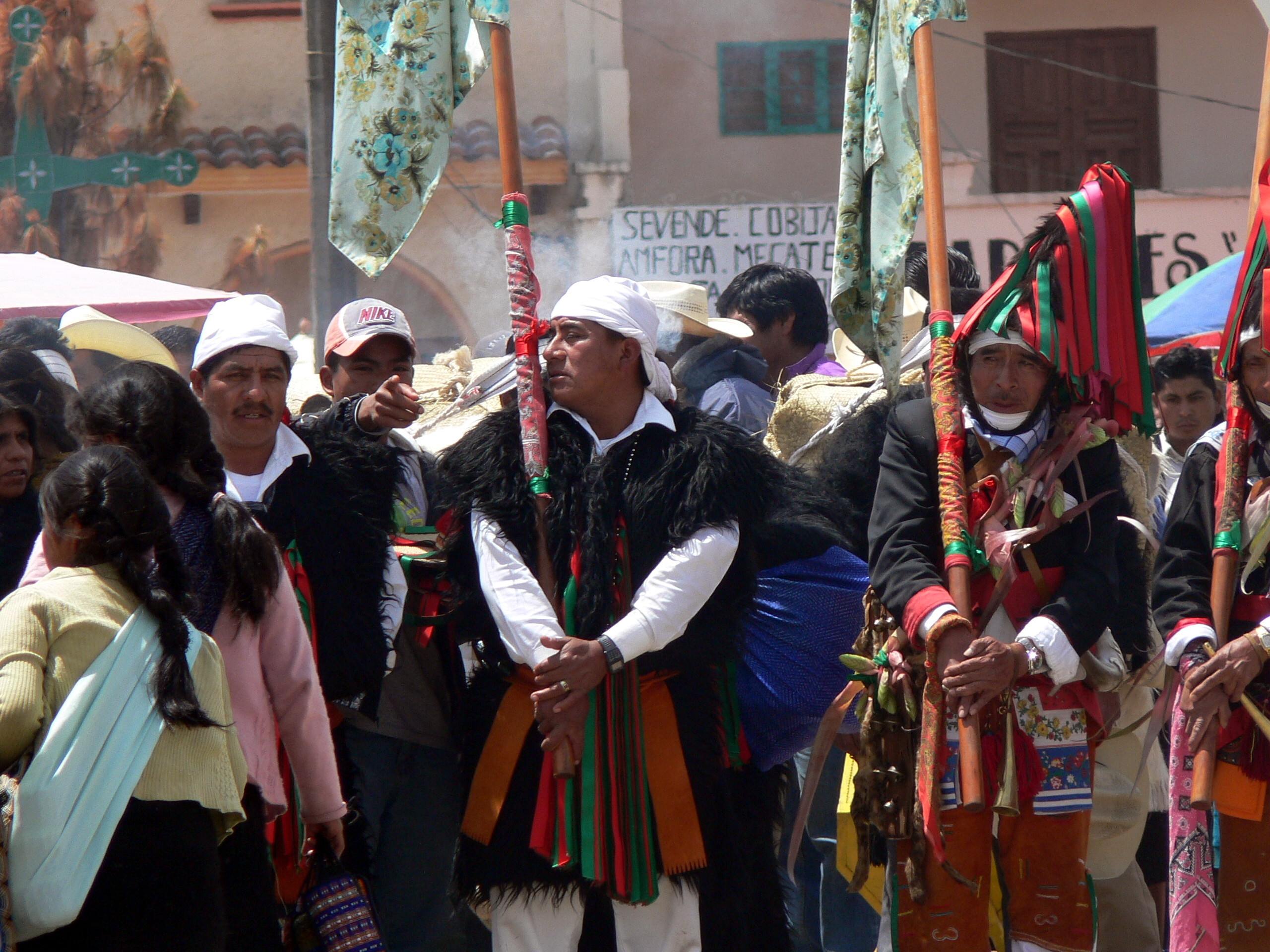
Procesja w San Juan Chamula

W czasach prekolumbijskich miasto było ważnym ośrodkiem ludu Tzotzil. Po podboju hiszpańskim było własnością (encomienda) znanego historyka Bernal Díaz del Castillo w latach 1524–1528. W roku 1869 miejscowość była świadkiem buntu Indian, tzw. Wojny Kast.

## Turystyka
Miasteczko słynie z indiańskiego folkloru, mieszaniny katolicyzmu i tradycji prekolumbijskich. Centrum duchowym jest kościół św. Jana (San Juan) stojący przy rynku. Ważną datą jest 24 czerwca, dzień św. Jana Chrzciciela. W dzień św. Marty i św. Magdaleny, uważanych za patronki miasta organizowane są pielgrzymki. Ozdobione wizerunki świętych są obnoszone w procesji. Hucznie obchodzony jest również karnawał, zwany tu Kinta-Jimultik, Świętem Nowego Ognia. Elementem związanym z uroczystościami jest także pox, mocny lokalny trunek sporządzany z kukurydzy oraz trzciny cukrowej. Cotygodniowy targ odbywa się tradycyjnie w niedzielę.